# پائولو کوستلا
پائولو کاستلا (به انگلیسی: Paolo Costella) فیلمنامه‌نویس و کارگردان فیلم ایتالیایی است.

## بخشی از فیلم‌شناسی
| سال  | عنوان              | نقش | یادداشت    |
| ---- | ------------------ | --- | ---------- |
| ۱۹۹۱ | گوشت               |     |            |
| ۱۹۹۹ | همه مردان بی‌کفایت  |     | و کارگردان |
| ۲۰۱۱ | بوسهٔ شانس          |     | و کارگردان |
| ۲۰۱۶ | غریبه‌های تمام عیار |     |            |